# Bruno Pischedda
Bruno Pischedda (Milano, 23 novembre 1956) è un saggista e scrittore italiano.

## Biografia
Nato a Milano da modesta famiglia immigrata dalla Sardegna e dal Veneto, per cinquant'anni vive a Cesate, comune a circa 16 chilometri dal capoluogo lombardo. Compie inizialmente studi tecnici presso l'istituto Ettore Molinari di Milano, quindi si iscrive all'università milanese, facoltà di Lettere, dove si laurea discutendo una tesi dal titolo La narrativa autobiografica di Lalla Romano. Molteplici sono i lavori seminariali ai quali ha modo di partecipare, e in seguito a uno di essi, coordinato da Vittorio Spinazzola, stende il primo lavoro critico: I sentimenti giovani di Brunella Gasperini, che apparirà nel 1985 nel volume collettaneo Il successo letterario, edito dalle edizioni milanesi di Unicopli.
Dopo la laurea, e per diciassette anni, insegna materie letterarie in diversi istituti superiori, collaborando nel frattempo con varie con riviste e annuari specializzati: Pubblico (in seguito Tirature), Belfagor, Studi novecenteschi, Filologia antica e moderna, La modernità letteraria, Todomodo, Cuadernos de Filología Italiana, Giornale storico della letteratura italiana. Un'attività che in seguito si allarga ad altre testate generaliste: L’Indice, L'Unità , il Corriere della Sera; e, dal 2006, all'inserto domenicale de Il Sole 24 Ore. Intanto, nel biennio 1997-1999, assume la direzione del mensile “Linea d’ombra” , fondato da Goffredo Fofi e poi passato nella proprietà della casa editrice Il saggiatore. 
Nel 1996 pubblica il suo primo romanzo, Com'è grande la città, con il quale partecipa al Premio Strega dell'anno seguente; del 2004 è Carùga blues, sua ideale prosecuzione  ; a distanza di vent'anni, nel 2024, esce il romanzo Muster. Una giovinezza fantastica, che porta a termina la cosiddetta Trilogia parallela: stessi luoghi e ambienti, ma variazione di personaggi e angolazioni narrative, nel nome di una diversa serialità.
Intanto, dal 2002, si stabiliscono i primi contratti di insegnamento presso l'Università degli Studi di Milano, nel cui organico sarà inserito quattro anni più tardi. Dal 1999 al 2017 contribuisce alla progettazione, alla realizzazione didattica e alla direzione del Master in Editoria dell'Università di Milano, a cui partecipano sin dalle origini la Fondazione Arnoldo e Alberto Mondadori (FAAM) e l'Associazione Italiana Editori (AIE).
Alla metà degli anni Novanta risalgono due volumi utili a segnalare gli interessi dell’autore: Come leggere «Il nome della rosa» di Umberto Eco, del 1994; e Due modernità. Le pagine culturali dell’“Unità” (1945-1956) del 1995. Da queste basi, la ricerca di Pischedda muove verso la critica editoriale, il rapporto tra  giornalismo e letteratura, i romanzi popolari e di intrattenimento (De Marchi, Farina, Liala, Scerbanenco, Benni), ma anche verso autori e intellettuali letterati di più sicuro prestigio: Pirandello, Pavese, Vittorini, Pasolini, Sciascia.
I suoi studi maggiori appaiono in ogni caso nel nuovo secolo, e si orientano alle tendenze letterarie prevalenti e agli episodi di attivismo civile che coinvolgono alcuni scrittori contemporanei. La grande sera del mondo. Romanzi apocalittici nell’Italia del benessere è del 2004, ed esamina sette opere a carattere distopico: Petrolio di Pier Paolo Pasolini, Il giorno del giudizio di Salvatore Satta, Aracoeli di Elsa Morante, Dissipatio H.G. di Guido Morselli, Il pianeta irritabile di Paolo Volponi, La distruzione di Dante Virgili e la cosiddetta Trilogia atomica di Carlo Cassola (Il superstite, Ferragosto di morte, Il mondo senza nessuno). Del 2011 è Scrittori polemisti. Pasolini, Sciascia, Arbasino, Eco, Testori, che intende fare il punto sulla cosiddetta stagione del «secondo impegno»; quattro anni più tardi, nel 2016, appare L’idioma molesto. Cecchi e la letteratura novecentesca a sfondo razziale, un volume dedicato al prosatore Emilio Cecchi, che ancora una volta desta tra i critici e i commentatori un diffuso interesse. Nel frattempo, importanti università estere lo invitano per lezioni e convegni: Cambridge University (UK), Harvard (USA), Universidad Complutense de Madrid (SP), Cork University (IR), Université Sorbonne (FR).
I lavori più recenti di Pischedda sono Dieci nel Novecento. Il romanzo italiano di largo pubblico dal Liberty alla fine del secolo, dove si considerano opere di Guido Da Verona, Annie Vivanti, Pitigrilli, Liala, Giovanni Guareschi, Brunella Gasperini, Giorgio Scerbanenco, Oriana Fallaci, Stefano Benni, Andrea Camilleri, e di cui si valutano le manchevolezze come pure le ragioni che ne hanno consentito il successo , Satta, il capolavoro infinito. Memorie e misteri nel ‘Giorno del giudizio’, un volume nel quale si definisce a tutto tondo la figura del giurista sardo Salvatore Satta e insieme si esplorano le origini e le forme contenutistico-stilistiche del suo indimenticabile romanzo; quindi, appena edito: La competizione editoriale. Marchi e collane di vasto pubblico nell'Italia contemporanea, dove si traccia una storia delle nostre imprese librarie, e delle collane di maggior successo, dall'Unità nazionale ai giorni nostri.
Quasi a specchio del volume Dieci nel Novecento, dedicato ai best seller italiani, nel 2024 esce la raccolta Novecento maggiore. Studi e lezioni di letteratura italiana contemporanea: qui appaiono approfondimenti su Pavese americanista; Carlo Levi di Cristo si è fermato a Eboli; Testori del Dio di Roserio; Sciascia delle Parrocchie di Regalpetra e il rapporto con la prosa d'arte di Emilio Cecchi; L'autobiografia secondo Lalla Romano; Buzzati e il romanzo Un amore (i personaggi); Vittorini di fronte alla civiltà scientifica (Le due tensioni); Umberto Eco e i presupposti del postmoderno italiano; Apocalissi apocrife: il caso Morante; Narrare la scienza: il caso Rovelli; Il mercato recente del libro e le sue istituzioni. 

## Riconoscimenti
1997: il romanzo Com'è grande la città è selezionato per il Premio Strega. 
2017; L’idioma molesto. Cecchi e la letteratura novecentesca a sfondo razziale ottiene il Premio Viareggio-Rèpaci per la saggistica . 
2022, il volume  Satta, il capolavoro infinito, vince il Premio internazionale Forum Traiani (Fordongianus, OR).

## Opere

### Narrativa
TRILOGIA PARALLELA
- Com’è grande la città, Tropea Edizioni, Milano 1996; nuova edizione rivista, Shake Edizioni, ivi 2008.
- Carùga blues, Casagrande, Bellinzona (CH) 2004.
- Muster. Una giovivezza fantastica, Zacinto, Milano 2024

### Saggistica

#### Volumi
- Come leggere «Il nome della rosa» di U. Eco, Mursia, Milano 1994; nuova ed. rivista e aggiornata: Eco: Guida al Nome della rosa, Carocci, Roma 2016.
- Due modernità. Le pagine culturali dell’«Unità» (1945-1956), Fondazione Feltrinelli – Franco Angeli Editore, Milano 1995. Nuova edizione aggiornata e riveduta: Due modernità. Saggio sulle pagine culturali dell’“Unità” (1945-1956), pref. di V. Spinazzola, Unicopli, Milano 2018.

- Il feuilleton umoristico di Salvatore Farina, Liguori, Napoli 1997.
- Conoscere i romanzi di Pirandello, Rusconi, Milano 1997.
- La grande sera del mondo. Romanzi apocalittici nell’Italia del benessere, Aragno, Milano 2004 [9].
- Mettere giudizio. 25 occasioni di critica militante, Diabasis, Reggio Emilia 2006 [10].
- Scrittori polemisti. Pasolini, Sciascia, Arbasino, Testori, Eco, Bollati Boringhieri, Torino 2011[11].
- L'idioma molesto. Cecchi e la letteratura novecentesca a sfondo razziale, Aragno, Torino 2015[12].
- Dieci nel Novecento. Romanzi italiani di largo pubblico dal Liberty alla fine del secolo, Carocci, Roma 2019.
- Satta, il capolavoro infinito. Memorie e misteri nel ‘Giorno del giudizio’, Carocci, Roma 2020.
- La competizione editoriale. Marchi e collane di vasto pubblico nell'Italia contemporanea (1860 - 2020), Carocci, Roma 2022.
- Novecento maggiore. Saggi e lezioni di letteratura italiana contemporanea, Biblion Edizioni, Milano 2024.

#### Studi raccolti in volume, prefazioni, curatele (parziale)
- Demetrio Pianelli, in F. Bertoni e D. Giglioli (a cura di), Quindici episodi del romanzo italiano (1881-1923), Pendragon, Bologna 1999, pp. 97-120.
- L’intera struttura della realtà salta in aria, prefazione al romanzo di D. Virgili, La distruzione, Pequod, Ancona 2003, pp. 7-14.
- Sciascia: quando il giardino diventa un deserto, in M. D’Alessandra e S. Salis (a cura di), Nero su giallo. Leonardo Sciascia eretico del genere poliziesco. Quaderni Leonardo Sciascia, La Vita Felice, Milano 2006, pp. 109-113.
- Dalle Langhe al Middle West. Cinque riflessioni su Pavese e il mito americano, in Milano da leggere. Leggere l’altro, Atti del convegno letterario ADI-SD, IV edizione, dicembre 2006, a cura di Barbara Peroni, pp. 120-127.
- “Il mondo che si rimpiange era un mondo per pochi”: saggio su Le due tensioni, in Il dèmone dell’anticipazione. Cultura, letteratura editoria in Elio Vittorini, a c. di E. Esposito, Il Saggiatore, Milano 2009, pp. 177-207.
- «So bene che dico delle cose terribili» (Appunti su «Lettere luterane» di P.P. Pasolini), in AA.VV., Autori, lettori e mercato nella modernità letteraria, Atti del XI Congresso internazionale di studi Padova-Venezia 16-19 giugno 2009, a c. di I. Crotti, E. Del Tedesco, R. Ricorda, A. Zava (con la collab. di S. Tonon), ETS, Pisa 2011, VOL. II, pp. 285-289.
- La critica letteraria e il “Corriere della Sera”, vol. I (1876 – 1945), a cura di Bruno Pischedda, Fondazione Corriere della Sera, Milano 2011, pp. CIV – 1694 Prefazione di P. Di Stefano, pp. IX-XXXIII; Introduzione di B. Pischedda, La letteratura incolonnata, pp. XXXVII-CII [13].
- «Chi più intimo di noi a noi stessi, eppure chi più oscuro?» Lalla Romano e il genere autobiografico, in Lalla Romano scrittrice a Milano. Atti del Convegno 1 e 8 giugno 2007. Università degli Studi di Milano, a c. di Giuliana Nuvoli, Franco Casati Editore, Firenze 2012, pp. 43-51.
- Dall’Appendice alla Terza. Assetti giornalistici del «Corriere della Sera» nel periodo 1876-1945, in C’era una volta la terza pagina. Atti del Convegno, Napoli 13-15 maggio 2013, a cura di Daniela De Liso e Raffaele Giglio, Franco Casati Editore, Firenze 2015, pp. 647-665.
- Uno sguardo ci insegue, prefazione a Luigi Pirandello, La carriola, Ed. Toogood Society, Milano dicembre 2018, pp. 9-29 (500 copie numerate in carta a mano per la Tipografia Campi Monotype).
- Cecchi e un’ipotesi per l’antologia «Americana», in Per Franco Contorbia, a c. di Simone Magherini e Pasquale Sabbatino, Società Editrice Fiorentina, Firenze 2019, vol. I, pp. 423-429 ISBN 978-88-6032-505-1
- Le avventure di un illuminista romantico, prefazione al volume Nel paese di Cunegonda. Leonardo Sciascia e le culture di lingua tedesca, a c. di Albertina Fontana e Ivan Pupo, Olschki, Firenze 2019, pp. V-X.
- Ojetti e «la via della salute», prefazione a U. OJETTI, Taccuini (1914 – 1943), Aragno, Torino 2019, pp. VIII-LXXI.

#### Studi apparsi su rivista (parziale)
- Busi, l’eros e il pathos, in V. Spinazzola (a cura di), “Tirature ‘93”, Baldini & Castoldi, Milano 1993, pp. 21-25.
- Postmoderni di terza generazione, in V. Spinazzola (a cura di), “Tirature ‘98”, Fondazione Mondadori – Il Saggiatore, Milano 1998, pp. 41-45.
- «Il dio di Roserio» è nervoso, “Belfagor”, fasc. 6, 1998, pp. 707-719.
- Il romanzo: la pienezza del postmoderno, in V. Spinazzola (a cura di), “Tirature ‘04”, Fondazione Mondadori – Il Saggiatore, Milano 2004, pp. 25-33.
- Zanardi o la carnevalizzazione della morte [su Andrea Pazienza], in V. Spinazzola (a cura di), “Tirature ‘08”, Fondazione Mondadori – Saggiatore, Milano 2008, pp. 49-57.
- La Webletteratura della Nuova Italia, in V. Spinazzola (a c. di), “Tirature ‘11”, Milano, Fondazione Mondadori – Il Saggiatore, 2011, pp. 63-71 [14].
- “Strano”, “stranio”, “estraneo”. Ettore Majorana come personaggio di romanzo, “Todomodo”, VI, 2016, pp. 23-38.
- Cecchi e Sciascia: “Una grande partita di debito”, “Todomodo”, a. VII, 2017, pp. 153-166.
- Dall'appendicismo al postmoderno al neo-appendicismo. Letteratura e narrazioni televisive: “Cuadernos de Filología Italiana”, vol. numero 24 (2017), pp. 239-247.[15]
- Eco, o il romanzo popolare triste, “Tirature ‘18”, Milano, Fondazione Mondadori – il Saggiatore, 2018, pp. 35-40.
- Apocalissi apocrife del Novecento. Il caso Morante, “Giornale storico della letteratura italiana”, Vol. CXCVI, Fasc. 56, IV-I 2019, pp. 592-597.